# Victor Moriamé
Pour les articles homonymes, voir Moriamé.
Victor Moriamé, né à Saint-Waast (Nord) le 4 juin 1888 et mort à Paris le 13 juillet 1961, est un poète français. 

## Biographie
Il est le fils de Camille Célestin Moriamé et d’Alice Nathalie L’Hussier. Dernier d'une famille de cinq enfants, il passe sa jeunesse à Saint-Waast-la-Vallée, son père étant directeur d'une marbrerie que possédaient déjà ses parents. Après ses études à l'Institution libre du Sacré-Cœur de Tourcoing, il rejoint ses parents à la marbrerie que possédait le cousin de son père, Louis-Vincent Moriamé (celle-ci, située boulevard Saint-Charles à Amiens, fut détruite quelques années plus tard lors des bombardements allemands de 1940). En 1913, il se marie avec Lucie Hedde à Grandvilliers, au nord de Paris, le père de Lucie étant chef de district à la gare de cette commune. De ce mariage sont nées trois filles : Anne-Marie, Bernadette et Françoise.
À Paris, il se met à écrire et publie en 1951 un recueil de poèmes : Arabesques au-dessus d'un toit. La plaquette, tirée à trois cents exemplaires, était composée de six parties intitulées : Rêve, Visite de l'ange, Arabesques, Magie du soir, Mirages du souvenir et Vœu. Il meurt quelques années plus tard, en 1961, à Paris.